# 風間昶
風間 昶（かざま ひさし、1947年5月6日 - ）は、日本の政治家。公明党所属。
参議院議員（3期）、参議院法務委員会委員長、参議院災害対策特別委員会委員長、環境副大臣（第1次小泉内閣）などを歴任。

## 経歴
- 1947年5月6日 北海道上川郡剣淵町に生まれる。
- 北海道旭川北高等学校、札幌医科大学医学部卒業。
- 法医学講座助手を務め、「フロンガスの法医中毒学的研究」で医学博士号を取得する。
- 北辰病院、函館中央病院などに勤務し、江別市立病院の整形外科部長時に退職。
- 1992年7月26日 第16回参議院議員通常選挙に北海道選挙区で公明党から立候補し初当選。
- 1998年7月12日 第18回参議院議員通常選挙に比例区で出馬し再選。
- 2004年7月11日 第20回参議院議員通常選挙に比例区で出馬し3選。
- 2007年1月25日 党参議院国会対策委員長に就任。
- 2010年7月 第22回参議院議員通常選挙には出馬せず、引退。

## 主な所属議員連盟
- 北京オリンピックを支援する議員の会
- 天皇陛下御即位二十年奉祝国会議員連盟（常任幹事）

## 役職歴
- 内閣
  - 環境副大臣
- 参議院
  - 参議院法務委員会委員長
  - 災害対策特別委員会委員長
- 公明党
  - 参議院国会対策委員長
  - 中央幹事
  - 参議院議員会副会長
  - 北海道方面議長
  - 内閣部会長代理
  - 環境部会副部会長
  - 東北各県本部顧問